# Forges de Trignac
Les forges de Trignac sont un ancien établissement industriel métallurgique implanté sur la commune de Trignac, dans le département français de la Loire-Atlantique.

## Présentation
Les forges de Trignac furent exploitées de 1879 à 1943. Durant ces années, elles s'imposèrent comme un des principaux établissements du bassin industriel de Saint-Nazaire aux côtés des chantiers navals. Leur histoire est marquée par une série de faillites suivies de reprises et d'importantes luttes sociales.

### Historique
Les forges sont fondées dans une boucle du Brivet en 1879. Cette année-là, la Société des mines de fer de l'Anjou (constituée par Paulin Talabot et Jules Garnier) décide de créer les Forges de Saint-Nazaire et l'implantation se fait à Trignac. Trignac qui n'est alors qu'un hameau entouré de marécages de la commune de Montoir-de-Bretagne. Un quai du port de Saint-Nazaire, relié par voie ferrée aux forges, est dédié au déchargement du minerai de fer, importé d'Espagne et du charbon des mines du Kent en Angleterre ou du Pays de Galles.
Elles fournissent directement en tôles de fonte et d'acier les chantiers navals de Saint-Nazaire, alors en plein développement, pour l'assemblage de la coque des paquebots et fourniront ultérieurement l'acier nécessaire à la fabrication et le laminage des rails du métro de Paris.
Les installations sont à leur création exploitées par la "Société des Forges de Trignac", fondée cette même année. La "société des Forges de Saint-Nazaire" s'implante sur le site en 1882. L'usine est rachetée en 1890 par la "Société des Aciéries, Hauts-fourneaux et Forges de Trignac", sous la présidence de Georges Berger.
Sur le plan social, la construction d'une cité ouvrière voit le jour, des maisons sont dotées de petits jardins et proposées aux meilleurs salariés. Ces derniers sont originaires de la Brière voisine, des départements bretons, des colonies françaises d'outre - mers ou de pays étrangers - Belgique, Espagne et Italie majoritairement -. Parmi les différents conflits sociaux, celui de 1894 est le plus important, marqué par une grève dure entraînant l'arrêt complet de la production.
L'usine est reprise en 1907 par les "Usines Métallurgiques de la Basse-Loire". Le 1er janvier 1914, le quartier de Trignac est alors érigé en commune, par la partition d'une partie du territoire de Montoir-de-Bretagne, duquel il dépendait jusqu'alors et la production de l'usine atteint son apogée cette même année, renforcée par les commandes de l'armée française au début de la Première Guerre mondiale.
Les "Forges et aciéries du Nord et de l'Est" prennent le contrôle des UMBL en 1926, mais l'activité cesse en 1932 en raison des effets de la Grande Dépression. L'Etat français finance en 1939 la remise en marche de l'usine afin de répondre aux besoins de l'armée au début de la Seconde Guerre mondiale, avant qu'elle ne soit occupée par les Allemands entre 1940 et 1942. Des bombardements alliés de mars 1943 touchent l'usine qui ferme alors définitivement, les Allemands préférant concentrer l'effort de guerre sur le mur de l'Atlantique plutôt que sur la réparation et la remise en service du site industriel
Après-guerre, tout le matériel réutilisable est démonté et redéployé dans d'autres usines. Le site de Trignac accueille quant à lui de nouvelles activités, non industrielles. Les vestiges laissés sur place comportent une aire de stockage des matières premières, une estacade pour décharger le charbon, des silos et des fours à coke, des cheminées tronquées d'un haut fourneau.

## Galerie - d'ensembles des vestiges

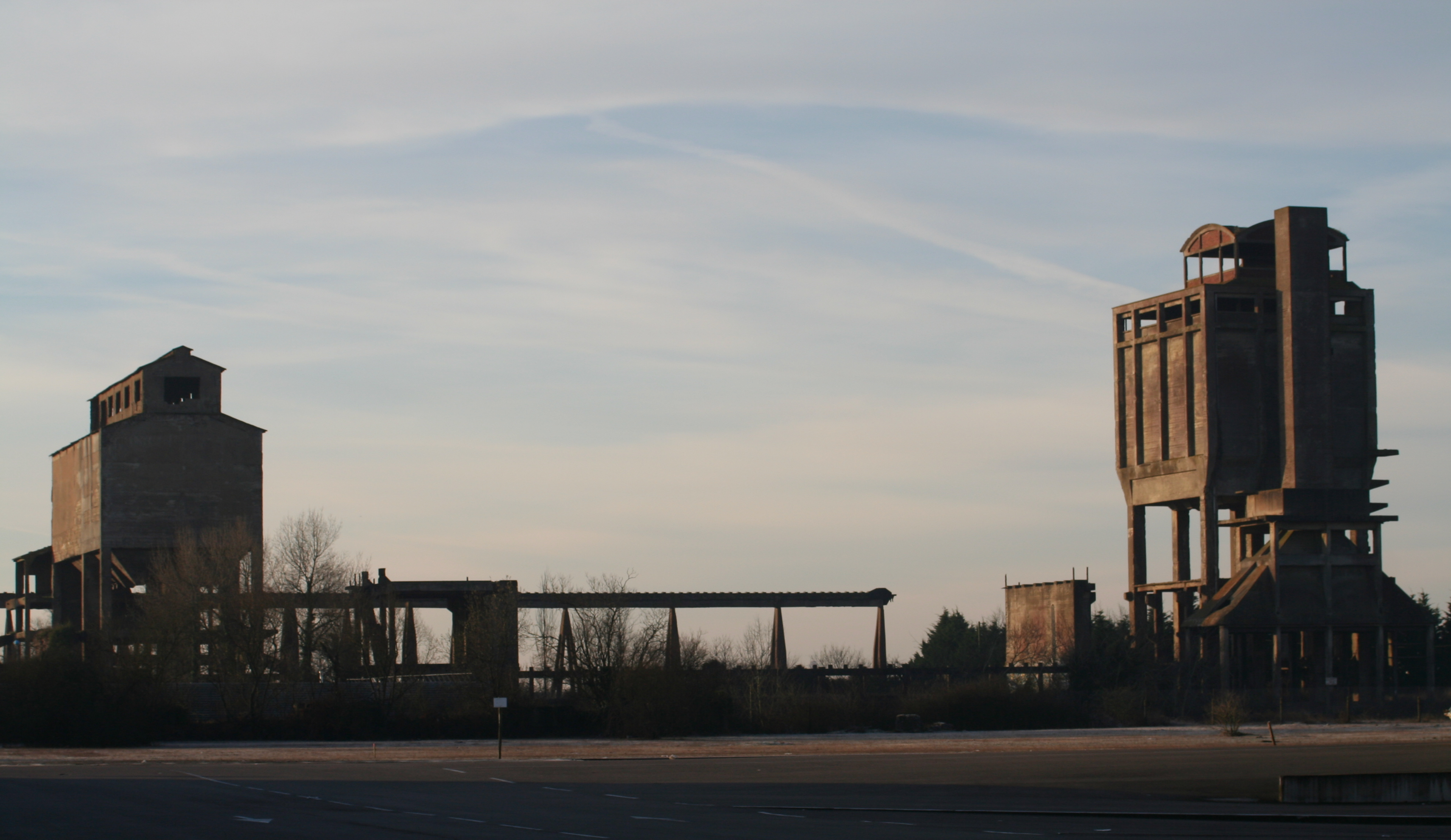
Restes du chemin de transfert du charbon
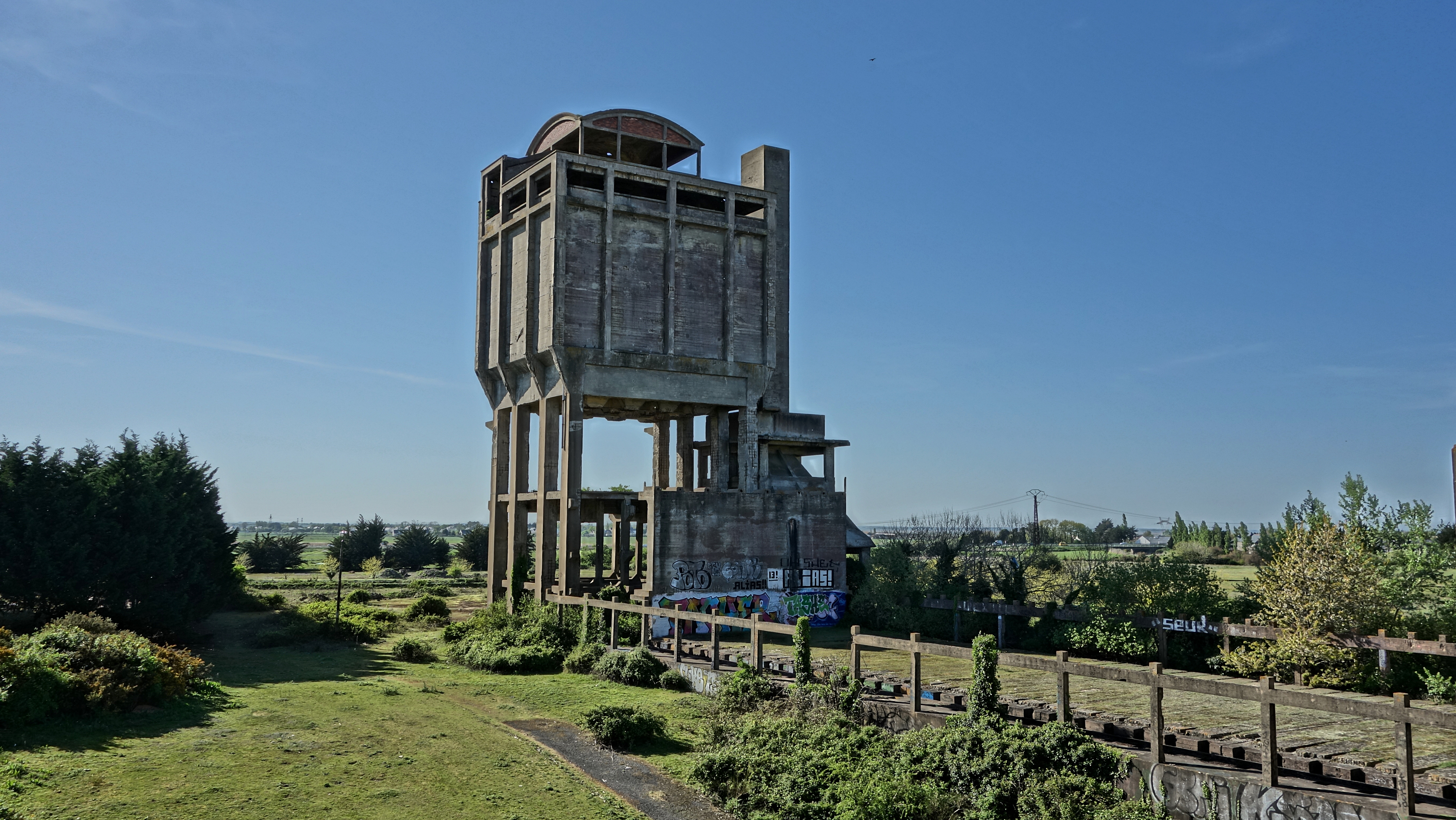
La cokerie avec sa trémie de stockage
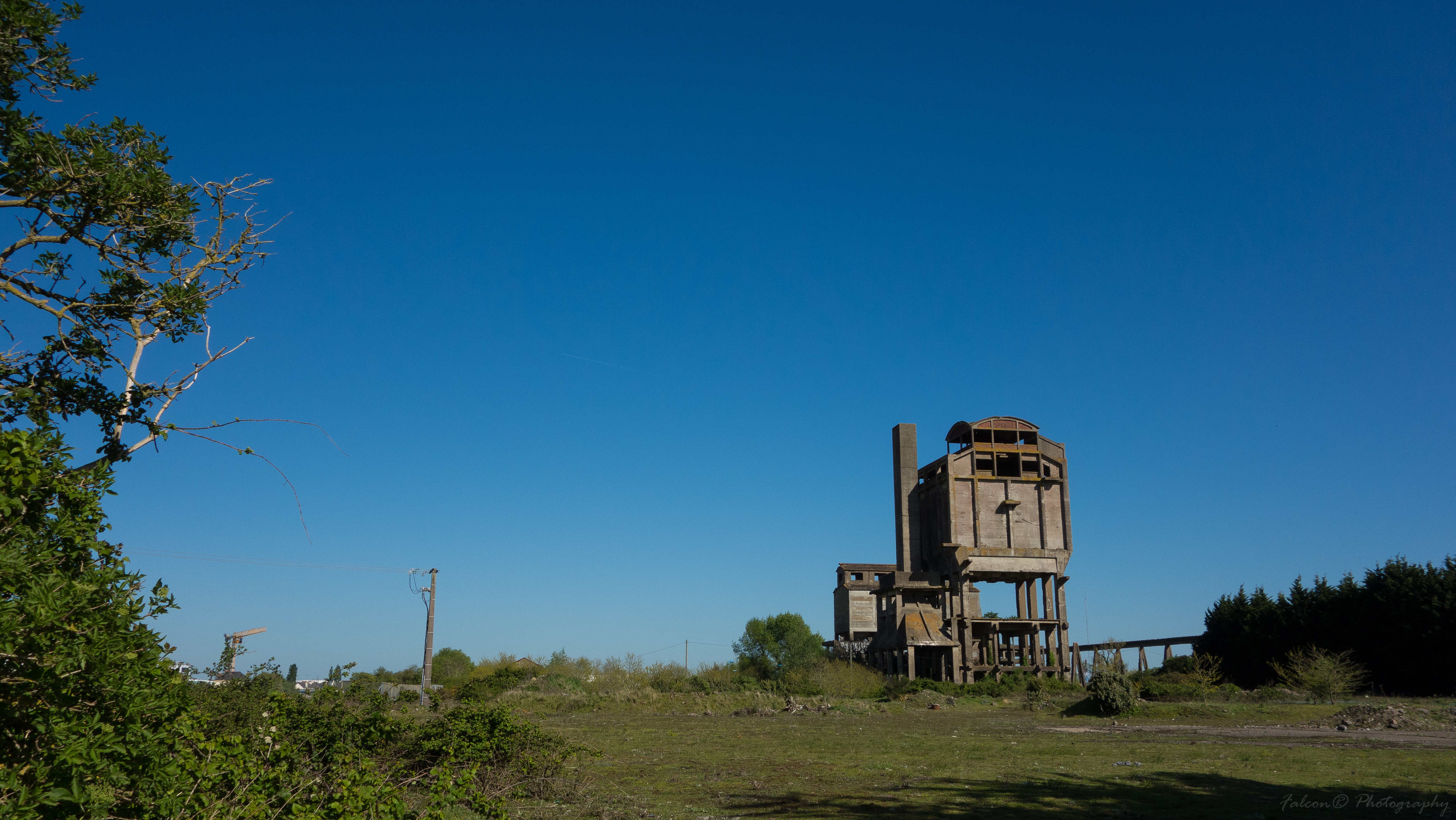
Les ruines de la cokerie vue d'un autre plan de vue
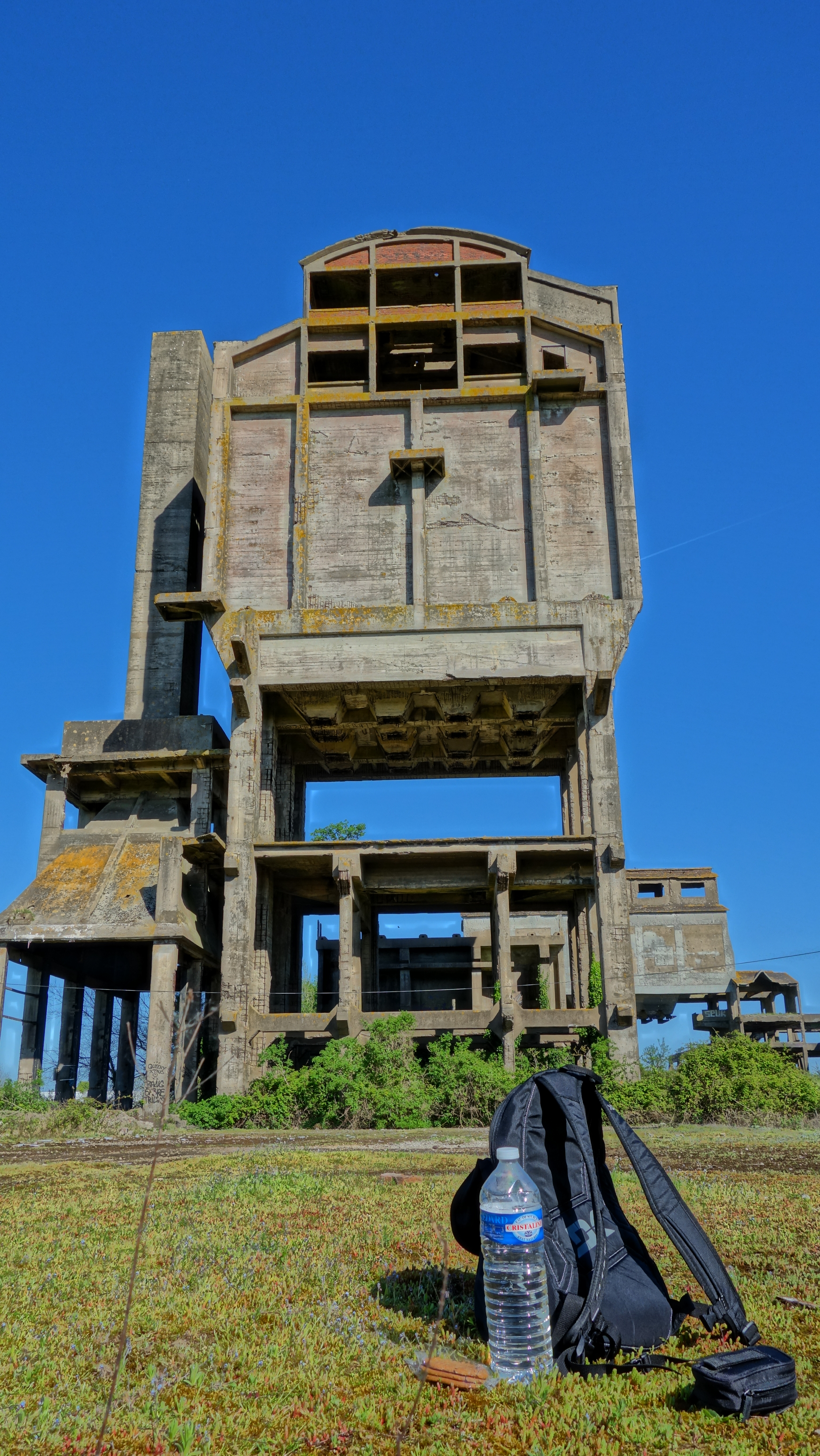
Les ruines de l'usine - la trémie de la cokerie
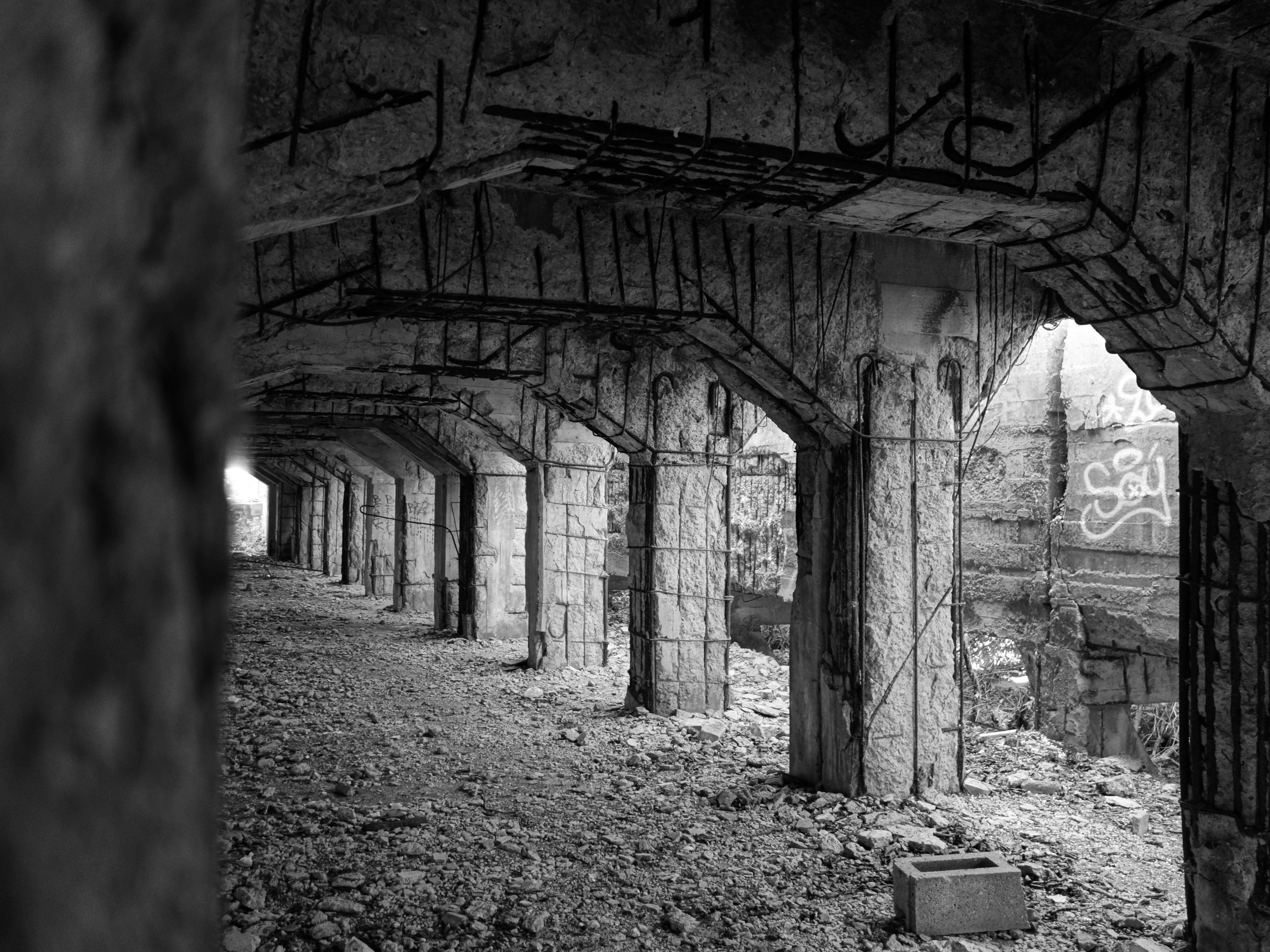
Les armatures des piliers de fondations dégradés
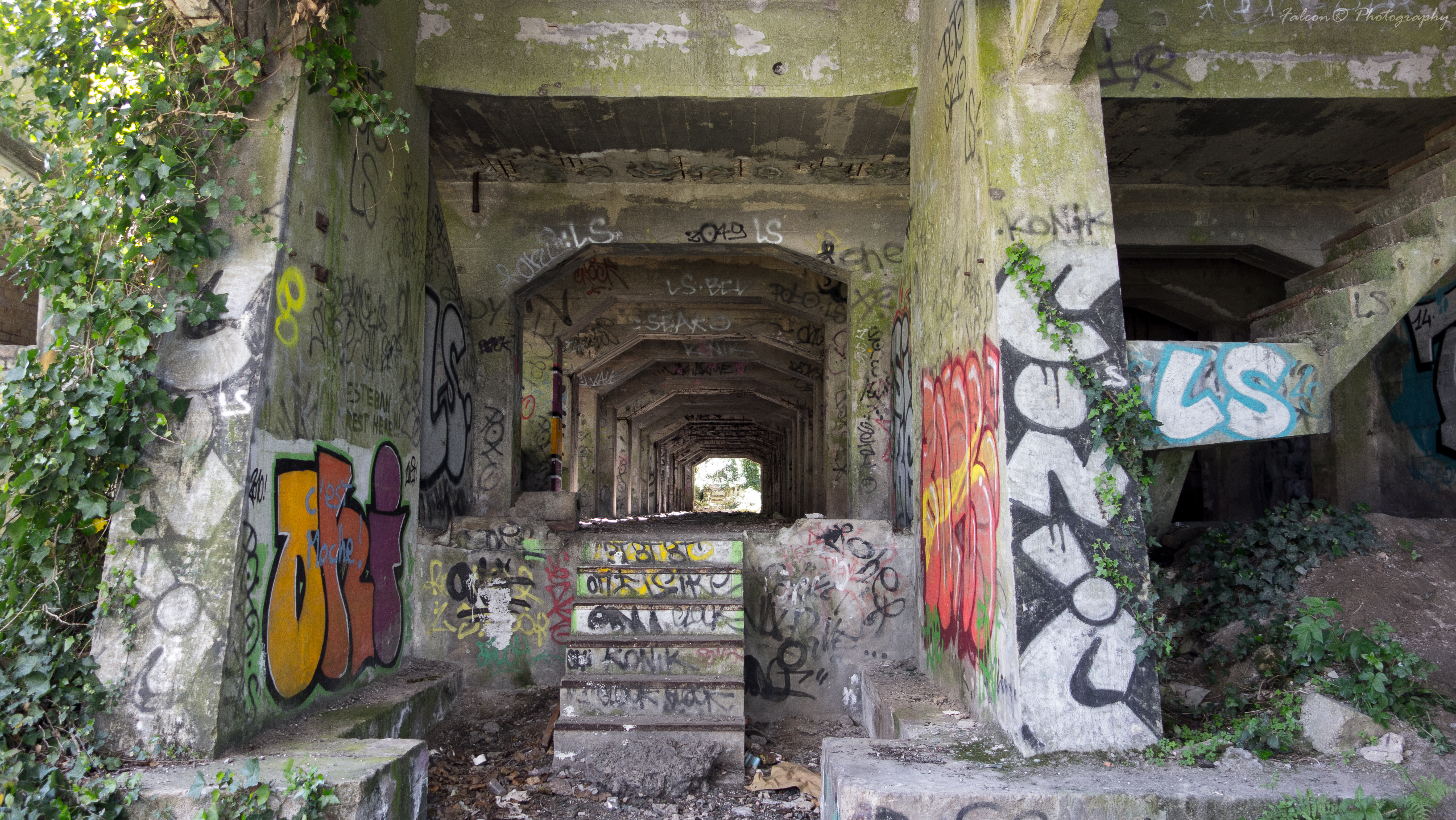
Les piliers massifs des ruines